# Price Peak
Price Peak är en bergstopp i Antarktis. Den ligger i Västantarktis. Inget land gör anspråk på området. Toppen på Price Peak är 1 510 meter över havet, eller 198 meter över den omgivande terrängen. Bredden vid basen är 1,5 km.
Terrängen runt Price Peak är huvudsakligen platt, men den allra närmaste omgivningen är kuperad. Trakten är obefolkad. Det finns inga samhällen i närheten.